# Evoron (llac)
L'Evoron (en rus: Эвopон) és un llac d'aigua dolça que es troba al krai de Khabàrovsk a Rússia. Té una superfície de 194 km², amb una llargada de 30 km i una amplada de 12 km. La seva profunditat mitjana és de 2-3 metres. La pesca és destacable al llac. El riu Evur ,Godcha desguassa al llac.